# 成层状卷积云
成层状卷积云（学名：Cirrocumulus stratiformis，缩写： Cc str )，是卷积云的一种。成层状卷积云组成自非常小的卷积云云块，这些云块成层分布，相对密集地聚集在一起，云块间时有裂隙出现。